# Lenguas del noreste de Vanuatu e isla Banks
Las lenguas del noreste de Vanuatu e isla Banks son un subgrupo de las lenguas del norte y centro de Vanuatu. Consiste en casi ochenta idiomas.

## Clasificación
| - Lenguas del centro de Vanuatu - Eton - Lelepa - Namakura - Éfaté del norte - Éfaté del sur - Lenguas del este de Vanuatu - Apma - Baetora - Maewo central - Dakaka - Ambae del este - Hano - Hiw - Koro - Lakona - Lehali - Lehalurup - Lonwolwol - Marino - Merlav - Mosina - Mota - Motlav - Ambryn del norte - Nume - Paama - Port Vato - Sa - Seke - Sowa - Ambrym del sudeste - Toga - Vatrata - Ambae del oeste - Wetamut - Lenguas epi - Lenguas bieria-maii - Lenguas lamenu-baki - Lenguas malekula costeras |  | - - Axamb - Aulua - Maskelynes - Malua Bay - Malfaxal - Mae - Mpotovoro - Unua - Rerep - Port Sandwich - South West Bay - Uripiv-Wala-Rano-Atchin cadena de dialectos - Vao - Burmbar - Lenguas santo del oeste - Akei - Araki - Amblong - Aore - Fortsenal - Merei - Mafea - Malo - Morouas - Narango - Navut - Nokuku - Piamatsina - Roria - Tambotalo - Tangoa - Tiale - Tolomako - Tutuba - Tasmate - Valpei - Vunapu - Wailapa - Wusi |

- Datos: Q5678649